# Ivinghoe Aston

Ivinghoe Aston är en by i civil parish Ivinghoe. Namnet hänvisar till en gård öster om Ivinghoe. Byn innehåller fyra gårdar. Det finns även en bygdegård, The Village Swan. En liten å kallad Whistle Brook flyter genom byn, från byn Chilterns ner till River Ouzel nära Slapton.